# جيمس إي. مورين
جيمس إي. مورين هو سياسي كندي، ولد في 10 مايو 1849، وتوفي في 7 أكتوبر 1902. انتخب عضو برلمان مقاطعة أونتاريو.